# UCI Women Junior Nations’ Cup
Der UCI Women Junior Nations’ Cup (engl., dt.: UCI-Nationencup der Juniorinnen) ist eine durch die Union Cycliste Internationale veranstaltete Rennserie im Straßenradsport der Juniorinnen.
Im März 2016 gab die UCI bekannt, dass ab diesem Jahr für Juniorinnen im Alter von 17 bis 18 Jahren der Women Junior Nations’ Cup ausgetragen wird. Teilnehmende Nationen können während der Saison Punkte und somit einen zusätzlichen Startplatz für die UCI-Straßen-Weltmeisterschaften erringen. Zum Nations’ Cup gehören jährlich mehrere Eintages- und Etappenrennen. Zusätzlich gibt es auch bei kontinentalen und Weltmeisterschaften Punkte für den Nation’s Cup. 
Rekordsieger ist bisher (Stand 2023) die niederländische Nationalmannschaft mit fünf Erfolgen.

## Palmarès
| Jahr | Erster                 | Zweiter                | Dritter                |
| ---- | ---------------------- | ---------------------- | ---------------------- |
| 2016 | Niederlande            | Italien                | Frankreich             |
| 2017 | Niederlande            | Vereinigtes Königreich | Italien                |
| 2018 | Niederlande            | Vereinigtes Königreich | Frankreich             |
| 2019 | Niederlande            | Vereinigtes Königreich | Vereinigte Staaten     |
| 2020 | Spanien                | Frankreich             | Italien                |
| 2021 | Niederlande            | Deutschland            | Vereinigtes Königreich |
| 2022 | Vereinigtes Königreich | Niederlande            | Frankreich             |
| 2023 | Vereinigtes Königreich | Italien                | Frankreich             |